# Christiane Lohkamp
Christiane Lohkamp (* 12. Dezember 1941; † 31. Dezember 2022 in Stuttgart-Hoffeld) war eine deutsche Trägerin des Bundesverdienstkreuzes am Bande. Sie war Vorsitzende der Deutschen Huntington-Hilfe e. V. (DHH) und der International Huntington Association (IHA). Seit 2001 war sie Mitglied des Nationalen Ethikrates.

## Lebenslauf
Christiane Lohkamp studierte Architektur an der Technischen Hochschule Karlsruhe und schloss dort das Studium 1969 mit dem Diplom ab. Von 1969 bis 1973 arbeitete sie im Sonderforschungsbereich Hochschulbau an der Universität Stuttgart. Im Jahr 1978 begann sie eine freie Mitarbeit in einem Architekturbüro in Stuttgart. In den Jahren 1988 bis 2004 arbeitete sie als wissenschaftliche Mitarbeiterin im Landesdenkmalamt Baden-Württemberg.
Seit 1990 war sie ehrenamtlich in der Deutschen Huntington-Hilfe e.V. – bundesweite Selbsthilfeorganisation für die Huntingtonsche Krankheit (auch Chorea Huntington) – als stellv. Vorsitzende und als Vertreterin in der International Huntington Association (IHA) tätig. Im Jahr 2000 wurde sie zur Vorsitzenden beider Vereine gewählt. Im Jahr 2001 folgte ihre Berufung zum Mitglied des Nationalen Ethikrates durch einen Beschluss des Bundeskabinetts.
Christine Lohkamp starb am Silvestertag 2022.

## Ehrungen
- 2012: Verdienstkreuz am Bande der Bundesrepublik Deutschland
- 2025: Huntington Medaille HZ NRW

## Ausgewählte Publikationen
- Crailsheim, Wasserturm; Kornwestheim, Salamanderwerke; Stuttgart, Schwabtunnel; in: Brücke, Mühle und Fabrik; 1991
- Architektur der Moderne; zusammen mit Anja Stangl und Julius Fekete; in: Vom Vogelherd bis zum Weißenhof; 1997
- Schillers Geburtshaus; Bau- und Besitzergeschichte eines Marbacher Handwerkerhauses; 1997

- Denkanstöße zur prädiktiven molekulargenetischen Diagnostik bei der Huntington-Krankheit; in: Huntington-Krankheit Informationsschrift; 1996

Bearbeitung und Mitübersetzerin:
- Huntington-Krankheit, Pflegehandbuch; 1997, 2002
- Huntington-Krankheit, Therapiehefte; 2000
- Alice Wexler, Wenn Schicksal messbar wird; 2000, 2002
- 30 Jahre Huntington-Selbsthilfe in Deutschland; Jubiläumsschrift 2001
- http://www.stuttgart.de/item/show/273273/1/9/478586?